# McGuire (automobilismo)
La McGuire fu una scuderia britannica di Formula 1 fondata negli anni settanta dal pilota Brian McGuire.
Brian McGuire, corridore automobilistico australiano, conobbe un certo successo in Formula 3 tra le stagioni 1971 e 1972.
Nel 1976, acquista una Williams per correre nella categoria britannica Formula Shellsport (che era una via di mezzo tra la Formula 1 e la Formula 5000). 
La vettura fu ridisegnata durante l'inverno 1976-77 e fu rinominata McGuire BM1. Collaborò al progetto Ray Stokoe. 
McGuire si presentò al Gran Premio di Gran Bretagna ma non riuscì a qualificarsi. Il pilota decise però di concentrarsi ancora di più sulla vettura per renderla competitiva.
Sfortunatamente Brian McGuire fu ucciso da una ruota della sua vettura durante delle prove a Brands Hatch.